# 죽음의 백색 테러단
죽음의 백색 테러단(8 Million Ways To Die)은 미국에서 제작된 할 애쉬비 감독의 1986년 액션, 모험, 범죄, 스릴러 영화이다. 제프 브리지스 등이 주연으로 출연하였고 스티븐 J. 로스 등이 제작에 참여하였다.

## 출연

### 주연
- 제프 브리지스
- 로잔나 아퀘트

### 조연
- 알렉산드라 폴
- 랜디 브룩스
- 앤디 가르시아
- 리사 슬로언
- 크리스타 덴톤
- 밴스 발레시아

## 제작진
- 원작자: 로렌스 블록
- 미술: 마이클 D. 할러
- 미술: 마크 W. 맨스브릿지
- 의상: 글로리아 그레셤
- 배역: 린 스터마스터